# دیمچو بلیاکوف
دیمچو بلیاکوف (بلغاری: Димчо Беляков؛ زادهٔ ۶ اکتبر ۱۹۷۱) بازیکن فوتبال اهل بلغارستان است.
از باشگاه‌هایی که در آن بازی کرده است می‌توان به باشگاه فوتبال غازی عینتاب‌اسپور، باشگاه فوتبال لیتکس لووچ، و باشگاه فوتبال نورنبرگ اشاره کرد.
وی همچنین در تیم ملی فوتبال بلغارستان بازی کرده است.